# Campionati africani di ginnastica ritmica
I Campionati africani di ginnastica ritmica sono la massima competizione continentale, organizzata dalla Unione africana di ginnastica. La prima edizione si è svolta nel 2000.

## Edizioni
| Anno | Edizione | Città           | Nazione   |
| ---- | -------- | --------------- | --------- |
| 2000 | I        | Tunisi          | Tunisia   |
| 2002 | II       | Algeri          | Algeria   |
| 2004 | III      | Thiès           | Senegal   |
| 2009 | IV       | Il Cairo        | Egitto    |
| 2010 | V        | Walvis Bay      | Namibia   |
| 2012 | VI       | Pretoria        | Sudafrica |
| 2014 | VII      | Pretoria        | Sudafrica |
| 2016 | VIII     | Walvis Bay      | Namibia   |
| 2018 | IX       | Il Cairo        | Egitto    |
| 2020 | X        | Sharm el-Sheikh | Egitto    |